# 阿曼航空
阿曼航空（阿拉伯语：الطيران العماني），是阿曼苏丹国的國家航空公司、阿拉伯航空運輸組織成员，總部设在阿曼首都馬斯喀特。阿曼航空以馬斯喀特國際機場为枢纽机场，经营阿曼国内航线以及中东、南亚、欧洲等地的国际航线。

## 歷史
1970年，“阿曼国际服务”开始经营阿曼国内民航业务，并在7年后并购了海湾航空的轻型航空部门。1981年，“阿曼航空服务”成立，从海湾航空购入13架飞机。次年，阿曼航空服务与海湾航空合作，开通了马斯喀特－塞拉莱航线。1993年，阿曼航空正式成立。同年3月成功首航，由马斯喀特飞往塞拉莱；7月实现国际航线首航，目的地为迪拜；11月实现南亚次大陆首航，目的地为特里凡得琅。次年，阿曼航空又陆续开通了科威特、巴基斯坦、斯里兰卡等国的航线。
1997年，阿曼航空加入阿拉伯航空运输组织。次年，加入国际航空运输协会。1999年，引进两架ATR42-500飞机。2001年，开始通过购买或租借的方式引进波音737。2007年3月，阿曼政府对阿曼航空进行资产重组，政府持有的股份由约33%上升至80%以上。两个月后，阿曼政府宣布放弃所持的全部海湾航空股份，转而全面发展阿曼航空。目前，阿曼政府为阿曼航空的最大股东，持有97.96%的股份。
2021年9月，阿曼航空表示有意加入寰宇一家，及後於2022年6月20日獲得正式確認，並於2025年6月30日成為聯盟的成員。

## 目的地

### 代碼共享
阿曼航空與以下航空公司有代碼共享協議:
- 埃及航空
- 埃塞俄比亞航空
- 阿提哈德航空
- 嘉魯達印尼航空
- 海灣航空
- 科威特航空
- 肯亞航空[8]
- 荷蘭皇家航空
- 漢莎航空[9]
- 馬來西亞航空[10]
- 澳洲航空[11]
- 卡塔爾航空
- 皇家約旦航空
- 薩拉姆航空[12]
- 沙特阿拉伯航空
- 新加坡航空
- 斯里蘭卡航空
- 泰國國際航空
- 土耳其航空

## 機隊

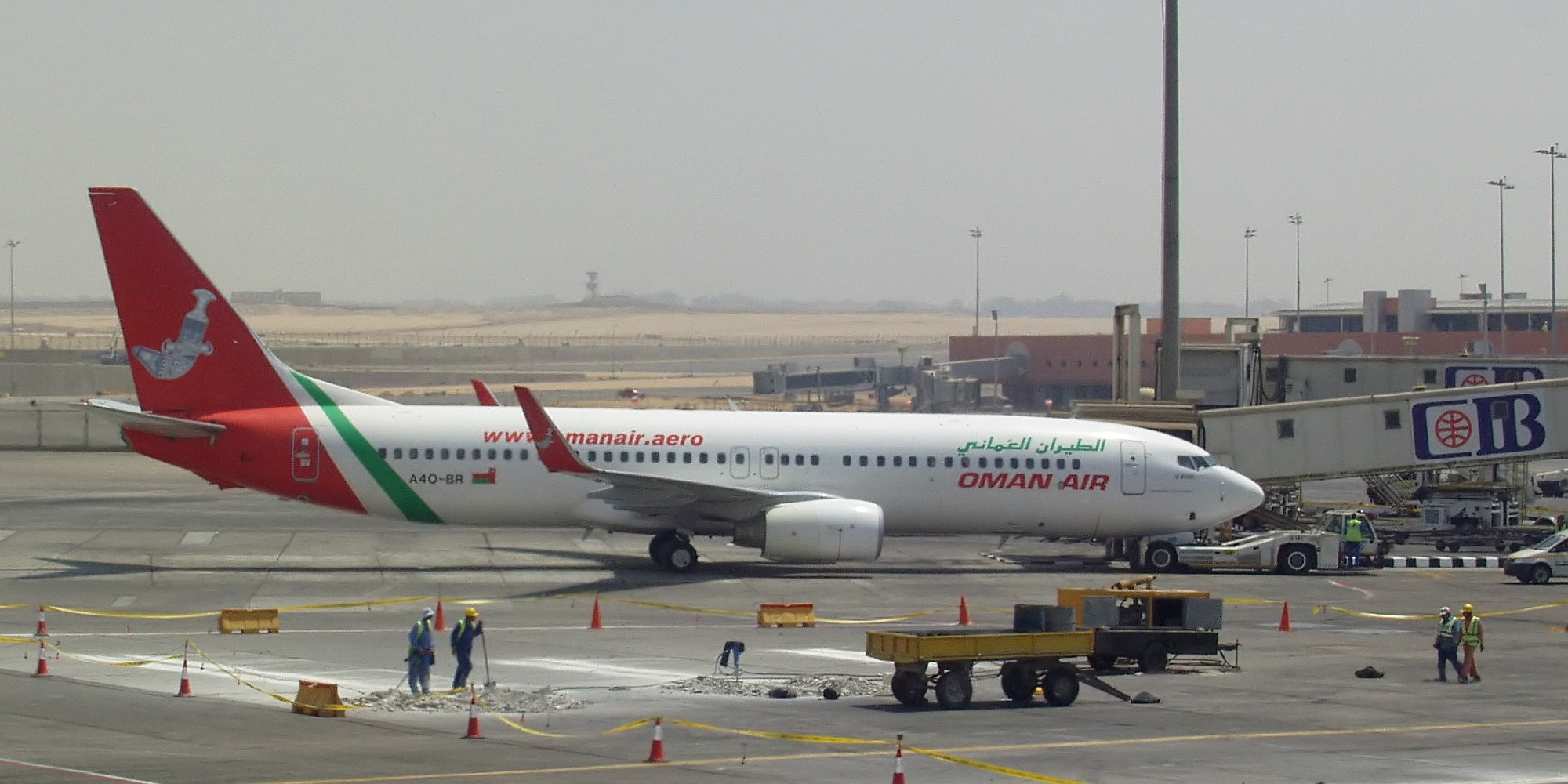
阿曼航空的波音737-800客机，當時仍為舊塗裝

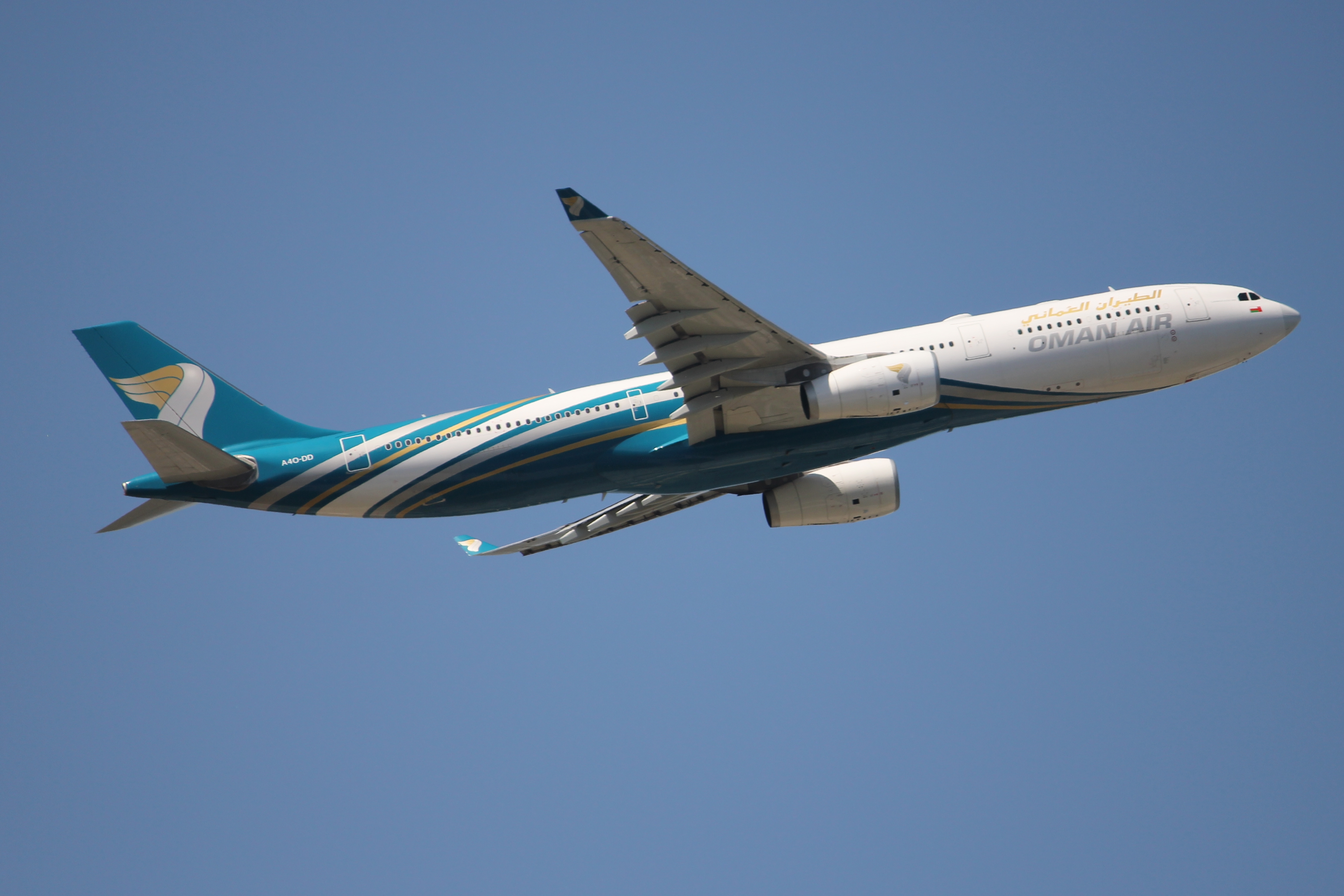
阿曼航空空中巴士A330-300

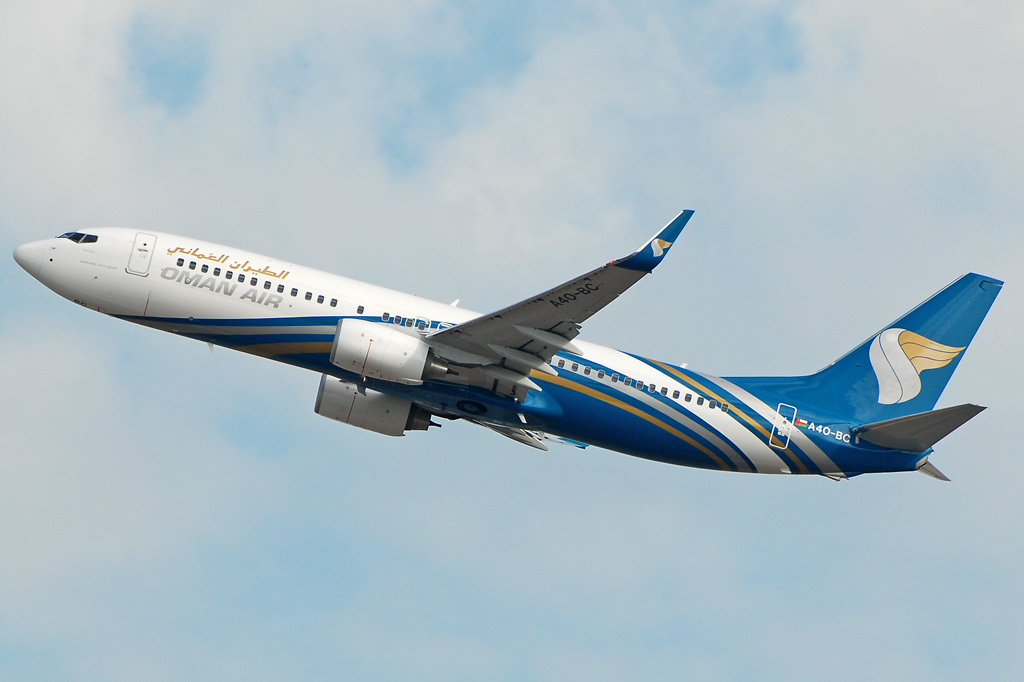
阿曼航空波音737-800

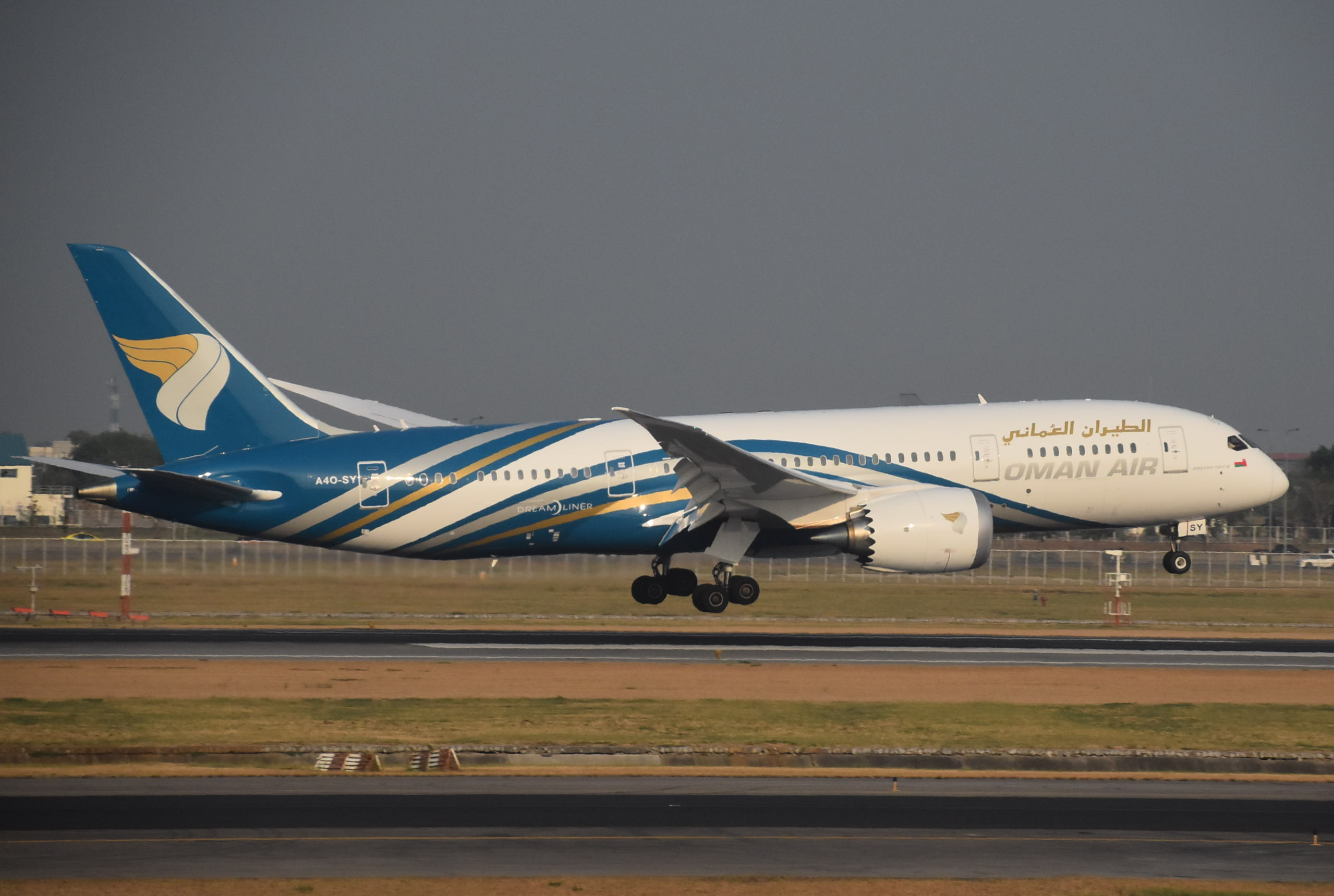
阿曼航空波音787-8

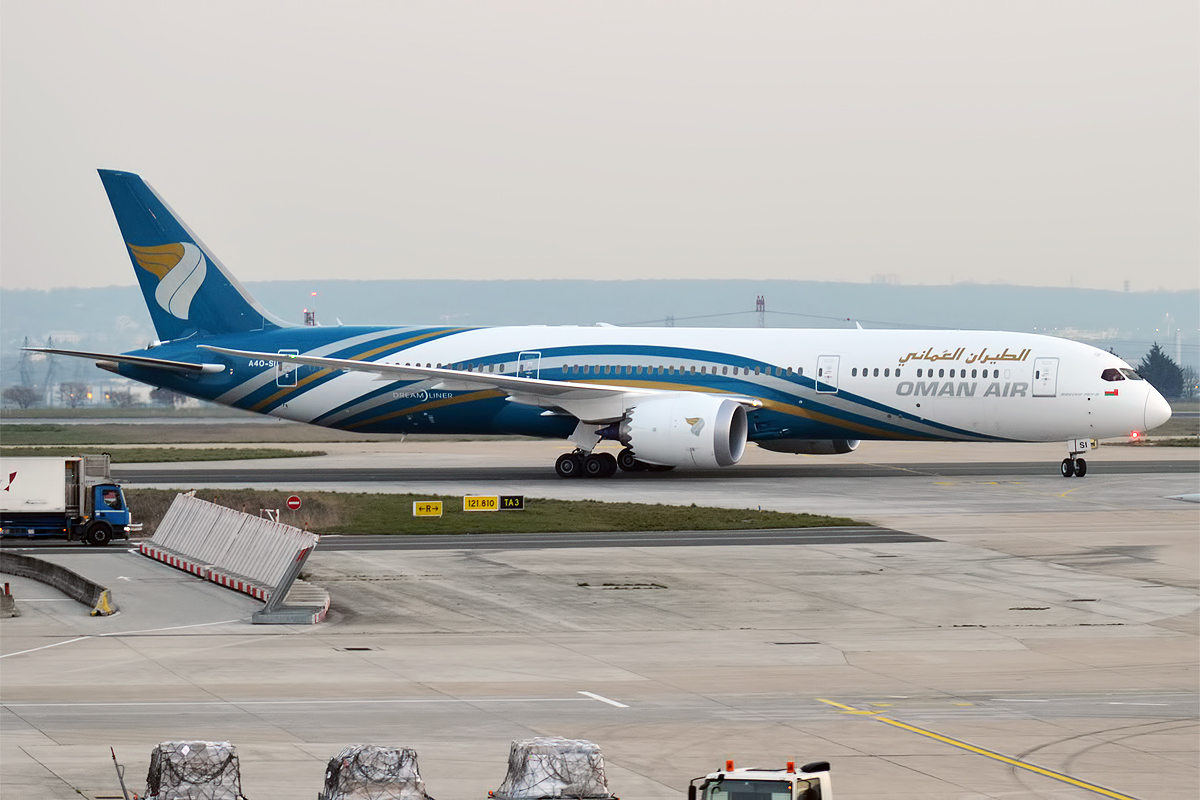
阿曼航空波音787-9

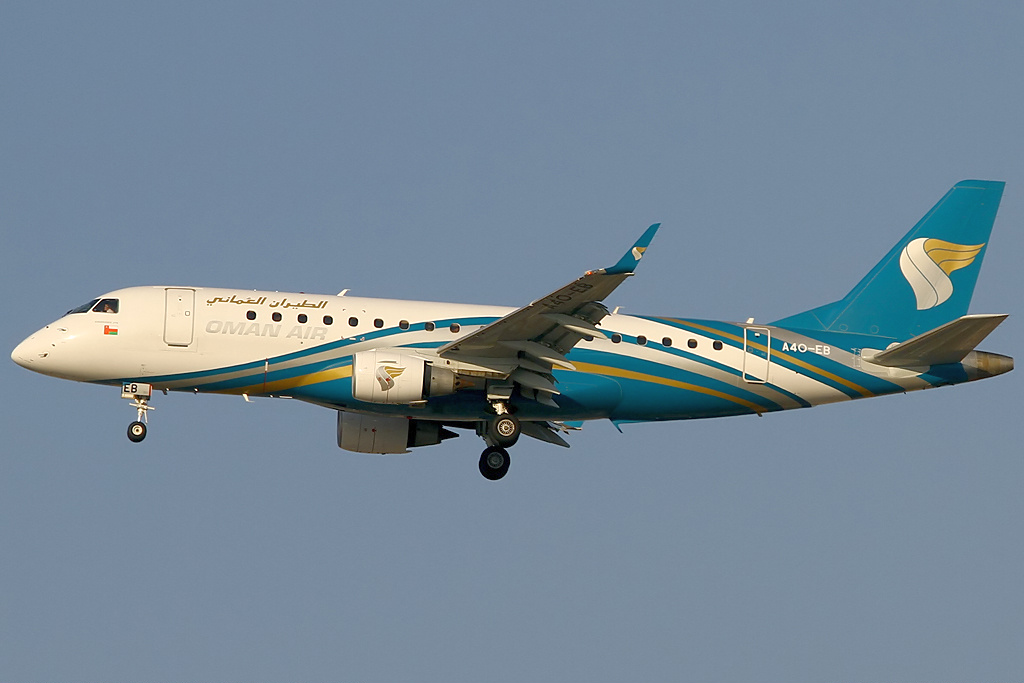
阿曼航空巴西航空工業E系列

截至2025年7月，平均機齡7.6年，阿曼航空的機隊如下：